# Fjelstrup Sogn
Fjelstrup Sogn ist eine dänische Kirchspielgemeinde (dän.: Sogn) in Nordschleswig. Bis 1970 gehörte sie zur Harde Sønder Tyrstrup Herred im damaligen Haderslev Amt, danach zur Christiansfeld Kommune im damaligen Sønderjyllands Amt. Im Zuge der Kommunalreform zum 1. Januar 2007 wurde das Kirchspiel der „neuen“ Haderslev Kommune zugeordnet, die zur Region Syddanmark gehört.
Nachbargemeinden sind im Süden Vonsbæk, im Südwesten Åstrup, im Westen Bjerning und im Norden auf dem Gebiet der Kolding Kommune die Kirchspiele Tyrstrup und Aller. Im Osten wird das Gemeindegebiet durch den Kleinen Belt begrenzt. Ein unbewohnter Teil des Kirchspiels Aller liegt auf dem Gebiet der Gemeinde.
Die Gemeinde hatte am 1. Januar 2023 1116 Einwohner, davon lebten 540 im Kirchdorf.